# Nødbremse kamera
Et bremsekamera bruges som en del af bilens sikkerhedsudstyr og virker ved hjælp af en afstandsmåler, som måler afstand til objekter foran køretøjet, ved hastighed typisk under 30 km/t. Sensoren kan aktivere bilens bremsesystem, så bilen bremser kraftigt op, i tilfælde af, at fører har været uopmærksom, på foranliggende objekter under kørsel.